# Портман, Эдвард, 1-й виконт Портман
Эдвард Беркли Портман, 1-й виконт Портман (англ. Edward Berkeley Portman, 1st Viscount Portman; 9 июля 1799 — 19 ноября 1888) — британский политик.
Президент Королевского сельскохозяйственного общества Англии в 1846, 1856 и 1862 годах. Крупный селекционер крупного рогатого скота девонской породы и коров олдернейской породы.

## Происхождение и образование
Родился 9 июля 1799 года. Старший сын политика Эдварда Беркли Портмана (1771—1823) и его первой жены Люси Уитби (1778—1812), старшей дочери преподобного Томаса Уитби . Портман получил образование в Итонском колледже и Крайст-Черч в Оксфорде. Крайст-Черч он окончил с отличием, получив степень бакалавра в 1821 году и магистра в 1826 году.

## Политическая карьера
Эдвард Портман заседал в Палате общин Великобритании от Дорсетшира (1823—1832) и Марилебона (1832—1833).
27 января 1837 года Эдвард Портман получил титул барона Портмана из Очард-Портмана в графстве Сомерсет и стал активным членом Палаты лордов . Лорд Портман служил лордом-лейтенантом Сомерсета (1839—1864). Он также был советником и комиссаром герцогства Корнуолл (с 1840 года), советником герцогства Ланкастер (с 1847 года) и лордом-хранителем станнариев с 1865 года до своей смерти.
28 марта 1873 года для него был создан титул виконта Портмана из Брайанстона в графстве Дорсет.
Лорд Портман скончался 19 ноября 1888 года в возрасте 89 лет в Брайанстоне. Его преемником стал его старший сын Генри Беркли Портман.

## Семья
16 июня 1827 года лорд Портман женился на леди Эмме Ласеллс (16 марта 1809 — 8 февраля 1865), третьей дочери Генри Ласеллса, 2-го графа Хэрвуда, и Генриетты Себрайт. У супругов было шестеро детей, четыре сына и две дочери:
- Уильям Генри Беркли Портман, 2-й виконт Портман (12 июля 1829 — 16 октября 1919), старший сын и преемник отца.
- Достопочтенный Эдвин Беркли Портман[англ.] (3 августа 1830 — 27 апреля 1921), член Палаты общин от Северного Девона
- Достопочтенный Морис Беркли Портман[англ.] (17 января 1833 — 12 января 1888), член канадского парламента
- Преподобный Уолтер Беркли Портман (1 декабря 1836 — 22 марта 1903), ректор Котон-Денема.